# Wake Me Up Before You Go-Go
Wake Me Up Before You Go-Go ist ein Popsong der englischen Band Wham!. Das Lied wurde 1984 von George Michael geschrieben und auch produziert.

## Geschichte
Wake Me Up Before You Go-Go wurde am 14. Mai 1984 veröffentlicht. Das Lied ist 3:51 Minuten lang und erschien auf dem Album Make It Big. Auf der B-Seite der Single befindet sich eine Instrumentalversion des Songs.
Die Idee zu dem Hit kam Michael durch eine zum Liedtitel gleichlautende Nachricht seines Freundes Andrew Ridgeley, die seine Mutter daran erinnern sollte, ihn zu wecken, bevor sie zur Arbeit geht. Dieser Satz mit dem versehentlich doppelt geschriebenen go inspirierte ihn, und er schrieb kurz darauf den Song.

## Musikvideo
Das Musikvideo wurde in der Carling Academy Brixton in London unter der Regie von Andy Morahan gedreht. In der Handlung des Videos spielt das Duo in Begleitung der Backgroundsängerinnen Pepsi & Shirlie und anderen Begleitmusikern den Song vor einer Schülermenge und trägt dabei T-Shirts mit dem großbuchstabigen Slogan CHOOSE LIFE, der sich gegen Drogenmissbrauch und Suizid richtet.

## Kommerzieller Erfolg

### Chartplatzierungen
Wake Me Up Before You Go-Go erreichte in Deutschland Rang zwei der Singlecharts und musste sich lediglich Self Control von Laura Branigan geschlagen geben. Die Single platzierte sich acht Wochen in den Top 10 sowie 17 Wochen in den Charts. In Österreich erreichte die Single Rang sechs und hielt sich eineinhalb Monate in den Top 10 sowie drei Monate in den Charts. In der Schweizer Hitparade erreichte die Single ebenfalls Rang zwei und platzierte sich neun Wochen in den Top 10 und 15 Wochen in der Hitparade. Wie in Deutschland musste sich Wake Me Up Before You Go-Go auch hier Self Control geschlagen geben. Im Vereinigten Königreich erreichte die Single die Chartspitze und hielt sich zwei Wochen an ebendieser sowie sieben Wochen in den Top 10 und 16 Wochen in den Charts. In den US-amerikanischen Billboard Hot 100 erreichte Wake Me Up Before You Go-Go ebenfalls die Chartspitze und platzierte sich drei Wochen an ebendieser sowie acht Wochen in den Top 10 und 24 Wochen in den Charts. Darüber hinaus erreichte die Single Rang eins in Australien, Belgien, Irland, Kanada, den Niederlanden, Norwegen und Schweden. 1984 platzierte sich Wake Me Up Before You Go-Go auf Rang 23 der deutschen Single-Jahrescharts sowie auf Rang acht in der Schweiz
Für Wham! ist Wake Me Up Before You Go-Go der siebte Charterfolg in Deutschland, der sechste im Vereinigten Königreich, der zweite nach Bad Boys in der Schweiz und den Vereinigten Staaten sowie der erste in Österreich. Im Vereinigten Königreich ist es der fünfte Top-10-Hit der Band, in der Schweiz nach Bad Boys der zweite sowie der erste in Deutschland und den Vereinigten Staaten. In den Vereinigten Staaten ist es zugleich der erste Nummer-eins-Hit, genauso wie im Vereinigten Königreich.
| ChartsChartplatzierungen       | Höchstplatzierung | Wochen |
| ------------------------------ | ----------------- | ------ |
| Deutschland (GfK)              | 2 (17 Wo.)        | 17     |
| Österreich (Ö3)                | 6 (12 Wo.)        | 12     |
| Schweiz (IFPI)                 | 2 (15 Wo.)        | 15     |
| Vereinigte Staaten (Billboard) | 1 (24 Wo.)        | 24     |
| Vereinigtes Königreich (OCC)   | 1 (16 Wo.)        | 16     |

| ChartsJahrescharts (1984) | Platzierung |
| ------------------------- | ----------- |
| Deutschland (GfK)         | 23          |
| Schweiz (IFPI)            | 8           |

### Auszeichnungen für Musikverkäufe
| Land/Region                  | Auszeichnungen für Musikverkäufe (Land/Region, Auszeichnung, Verkäufe) | Verkäufe  |
| ---------------------------- | ---------------------------------------------------------------------- | --------- |
| Australien (ARIA)            | 2× Platin                                                              | 140.000   |
| Dänemark (IFPI)              | 2× Platin                                                              | 180.000   |
| Deutschland (BVMI)           | Gold                                                                   | 250.000   |
| Italien (FIMI)               | Platin                                                                 | 50.000    |
| Kanada (MC)                  | Platin                                                                 | 100.000   |
| Neuseeland (RMNZ)            | 3× Platin                                                              | 90.000    |
| Niederlande (NVPI)           | Gold                                                                   | 75.000    |
| Spanien (Promusicae)         | Platin                                                                 | 60.000    |
| Vereinigte Staaten (RIAA)    | Platin                                                                 | 1.000.000 |
| Vereinigtes Königreich (BPI) | Gold (Physisch) · + 3× Platin (Digital)                                | 2.300.000 |
| Insgesamt                    | 3× Gold · 14× Platin ·                                                 | 4.245.000 |

Hauptartikel: Wham!/Auszeichnungen für Musikverkäufe

## Coverversionen
- 1984: James Last
- 1985: Ray Conniff
- 1992: Duran Duran
- 1997: Holly Johnson
- 2004: Preluders
- 2004: Peter Kraus
- 2013: Glee Cast